# 테오스카 에르난데스
테오스카 호세 에르난데스(스페인어: Teoscar José Hernández, 1992년 10월 15일 ~ )는 도미니카 공화국 출신의 프로 야구 선수로 현재 메이저 리그 베이스볼의 로스앤젤레스 다저스를 위하여 외야수이다.  그는 이전에 메이저 리그 베이스볼에서 휴스턴 애스트로스, 토론토 블루제이스와 시애틀 매리너스를 위하여 활약하였다.   에르난데스는 2016년 애스트로스와 함께 메이저 리그 베이스볼 데뷔를 하였다.  그는 3회의 실버 슬러거 상을 수상하고 2회의 올스타 (2021년, 2024년)였다.  그는 다저스와 함께 2024년 월드 시리즈를 우승하였다.

## 프로 경력

### 휴스턴 애스트로스
2011년 2월 에르난데스는 국제 자유 계약 선수로서 휴스턴 애스트로스와 계약을 맺었다.  그는 자신의 팀의 MVP로 선정된 도미니칸 서머 리그 애스트로스를 위하여 그 시즌에 자신의 프로 데뷔를 하였다.  이듬해 에르난데스는 루키 레벨의 걸프 코스트 애스트로스와 싱글-A 렉싱턴 레전즈와 활약하였다.  그는 2개의 제휴 팀들 사이에 총 59개의 경기에 나와 .243 타율, 5개의 홈런, 23개의 타점과 11개의 도루를 기록하였다.  에르난데스는 싱글-A 쿼드시티 리버밴디츠와 전체의 2013년 시즌을 활약하여 13개의 홈런, 55개의 타점과 24개의 도루와 함께 .271 점을 타구하였다.  오프 시즌 동안 에으란데스는 도미니칸 윈터 리그의 토로스 델 에스테를 위하여 23개의 경기에 나왔다.
에르난데스는 하이-A 캘리포니아 리그의 랭커스터 제트호크스와 함께 2014년을 시작하여 시즌 동안 더블-A 텍사스 리그의 코퍼스 크리스티 훅스로 승진되었다.  119개의 경기에서 그는 21개의 홈런, 85개의 타점과 33개의 도루와 함께 .292 점을 타구하였다.
에르난데스는 더블-A 코퍼스 크리스티와 함께 전체의 2015년 시즌을 활약하여 19개의 경기에서 17개의 홈런, 48개의 타점과 33개의 도루와 함께 .219 점을 타구하였다.  코퍼스 크리스티와 함께 이듬해 시즌을 시작한 그는 6월 후순에 트리플-A 패시픽 코스트 리그의 프레즈노 그리즐리스로 승진되었다.

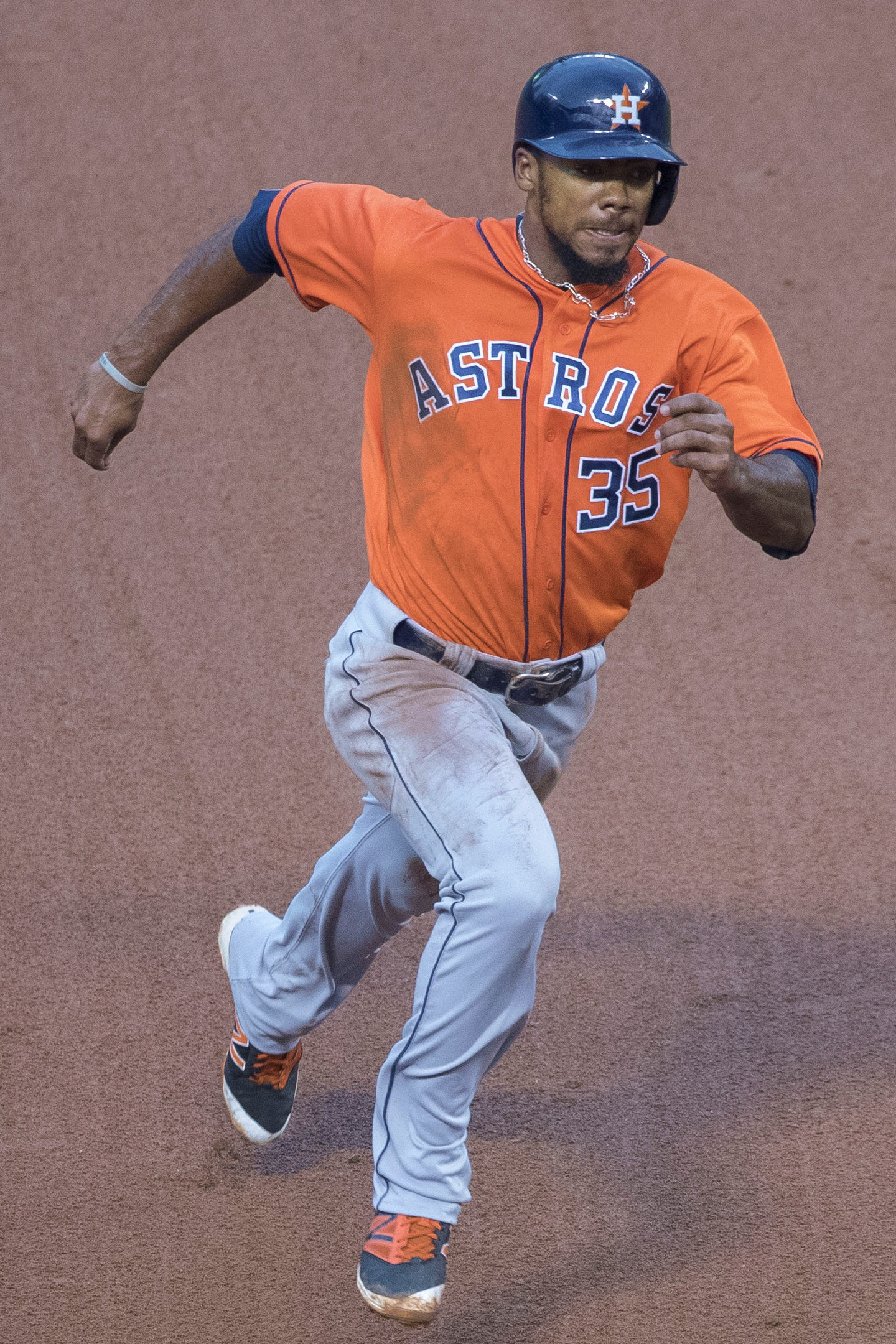
애스트로스와 함께 (2016년)

2016년 8월 12일 애스트로스는 에르난데스를 메이저 리그로 승진시켰고 그날 토론토 블루제이스를 상대로 출발 중견수로 자신의 메이저 리그 베이스볼 데뷔를 하여 4개의 타수에서 2개의 안타를 기록하였다.  그의 첫 빅리그 안타는 6번째 이닝에서 프란시스코 리리아노에게 친 홈런이었다.  그는 2016년 시즌의 말기를 통하여 애스트로스와 남아있었고 41개의 경기에서 4개의 홈런과 11개의 타점과 함께 .307 점을 타구하였다.  그해 마이너 리그에서 그는 10개의 홈런, 53개의 타점과 34개의 도루와 함께 107개의 경기에서 .307 점을 타구하였다.
2017년 시즌을 시작하는 데 에르난데스는 트리플-A 프레즈노로 선택권이 주어졌으나 부상을 당한 제이크 매리스닉을 대체하는 데 4월 25일에 재소집되었다.  하지만 그는 자신의 첫 경기에서 동료 선수 호세 알투베와 충돌로 부상을 입고 부상자 명단에 올라왔다.

### 토론토 블루제이스
2017년 7월 31일 애스트로스는 리리아노를 위하여 에르난데스와 아오키 노리치카를 토론토 블루제이스로 이적시켰다.  그는 트리플-A 버펄로 바이슨스로 배정되었고 9월 1일 블루제이스에 입단하였다.  9월 10일 에르난데스는 디트로이트 타이거스를 상대로 2개의 홈런을 쳐 자신의 경력의 첫 다수 홈런 경기로 알려졌다.  자신이 활약한 26개의 경기에서 에르난데스는 8개의 홈런과 20개의 타점과 함께 .261 점을 타구하였다.
버펄로와 함께 2018년 시즌을 시작한 에르난데스는 조시 도널드슨이 부상자 명단에 놓였을 때 4월 13일에 재소집되었다.  자신의 첫 완전한 메이저 리그 시즌 동안 좌익에서 수비적으로 어려움을 겪었어도 에르난데스는 블루제이스의 최고 공격적 선수들 중의 하나로 나타나 자신의 첫 100개의 경기에서 51개의 장타를 쳤다.  블루제이스를 위하여 134개의 경기에서 그는 22개의 홈런과 함께 .239 점을 타구하였다.  그는 2019년 시즌의 첫 두달을 통하여 어려움을 겪어 3개의 홈런과 함께 .189 점을 타구하였다.  5월 16일 그는 2주간 트리플-A로 지정되었고 중견수로 활약하는 데 메이저 리그 팀으로 돌아와 125개의 경기에서 26개의 홈런과 .230의 타율과 함께 시즌을 끝냈다.

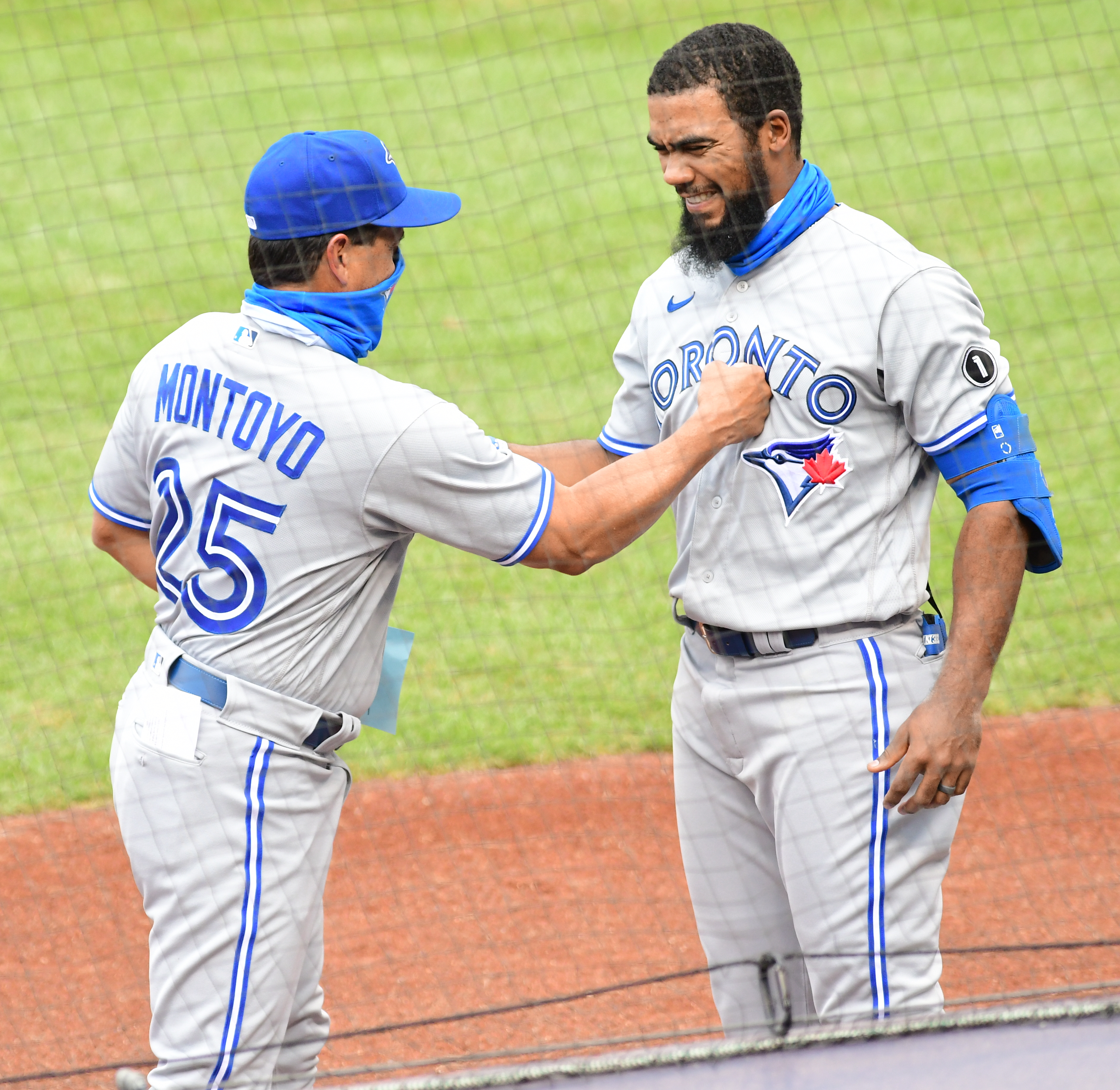
에르난데스와 블루제이스 감독 찰리 몬토요 (2020년)

2020년 블루제이스와 함께 에르난데스는 50개의 경기에서 16개의 홈런과 34개의 타점과 함께 .289 점을 타구하여 코로나-19 범유행에 의하여 단축된 시즌에 우익을 위하여 아메리칸 리그의 실버 슬러거 상을 수상하였으며 아메리칸 리그에서 하나의 홈런에 타수의 4번째 최고율을 가졌다.  그는 자신의 포스트시즌 데뷔를 이루어 와일드 카드 시리즈에서 블루제이스를 위하여 7개의 타수에서 하나의 안타를 얻었다.
2021년 에르난데스는 자신의 첫 올스타 선발인 그해 메이저 리그 베이스볼 올스타전에서 아메리칸 리그를 위하여 시작하였고 32개의 홈런과 경력 사상 116개의 타점과 함께 .296 점을 타구하여 시즌을 끝냈다.  그는 또한 연속으로 두번째 해를 위하여 실버 슬러거 상을 수상하였다.
2022년 3월 22일 에르난데스는 블루제이스와 1천 65만 달러의 계약을 맺어 연봉조정을 피하였다.  그는 시즌 동안 25개의 홈런과 77개의 타점과 함께 .267 점을 타구하고 블루제이스가 시애틀 매리너스에게 패한 와일드 캐츠 시리즈의 두번째 경기에서 블루제이스를 위하여 2개의 홈런을 쳤다.

### 시애틀 매리너스
그해 11월 6일 블루제이스는 투수들 에릭 스원슨과 애덤 매코를 위한 교환에 에르난데스를 매리너스로 이적시켰다.  2023년 2월 18일 그는 자신의 연봉조정 소송을 잃기 전에 1천 6백 50만 달러를 추구한 후에 1년, 1천 4백만 달러의 계약을 받았다.  에르난데스는 2023년 시애틀을 위하여 160개의 경기에서 활약하여 26개의 홈런과 93개의 타점과 함께 .258 점을 타구하였다.  그의 211개의 스트라이크아웃은 아메리칸 리그에서 두번째로 가장 많았으며 동료 선수 에우게니오 수아레스보다 3개나 적었다.  11월 2일 에르난데스는 자유 계약 선수로 선출되었다.

### 로스앤젤레스 다저스

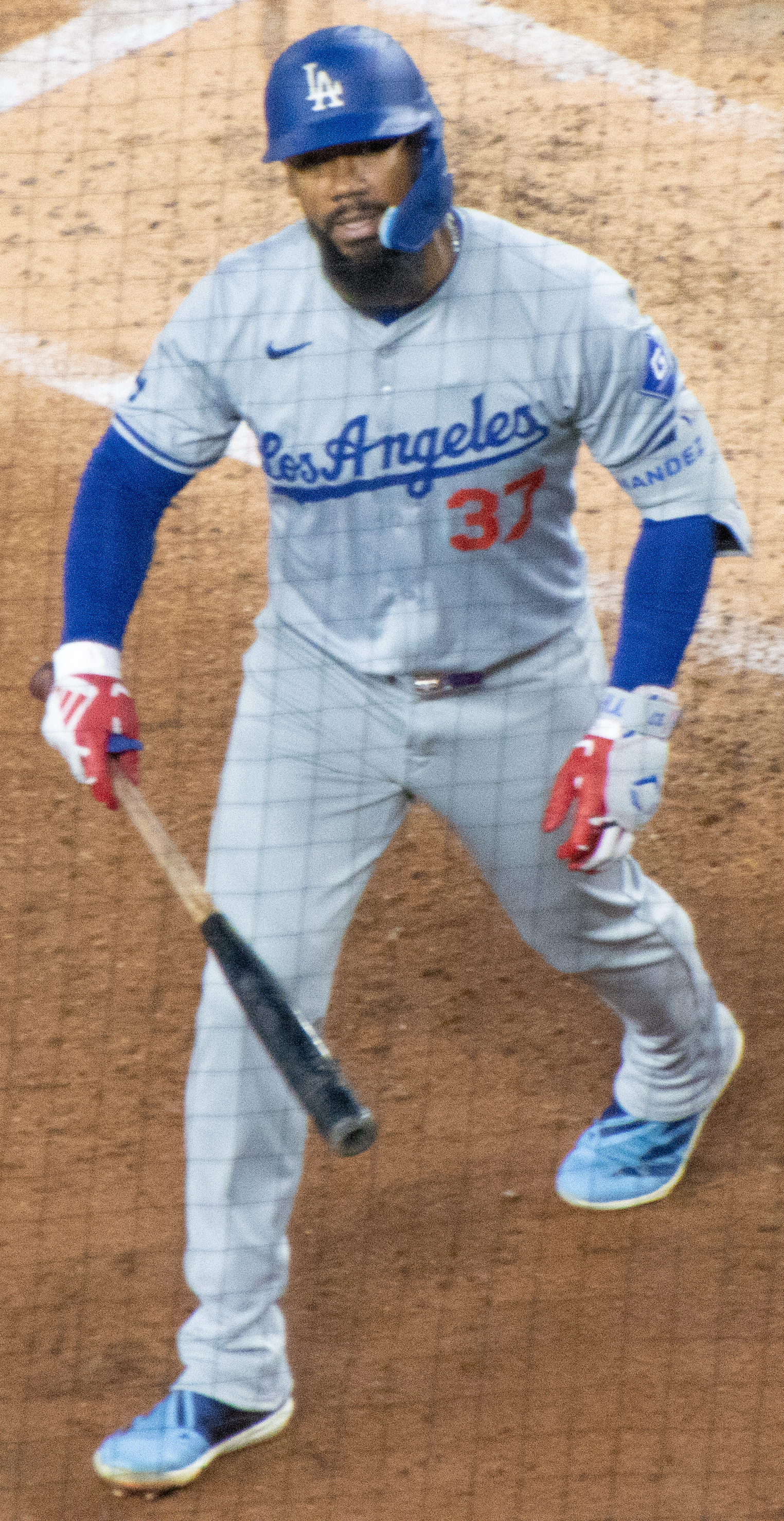
2024년 로스앤젤레스 다저스와 함께

2024년 1월 12일 에르난데스는 로스앤젤레스 다저스와 함께 1년, 2천 3백만 덜러의 계약을 맺었다.  그는 그 기간 동안 4개의 홈런, 3개의 2루타, 6개의 매긴 득점과 10개의 타점과 함께 25 타수 9 안타를 기록한 루 6월 3일-9일의 한주를 위하여 이번주의 내셔널 리그 선수 상을 수상하였다.  그는 자신의 두번째 선발로서 2024년 메이저 리그 베이스볼 올스타전으로 선발되었다.  그는 2024년 메이저 리그 베이스볼 홈런 더비를 우승하여 그 경연을 이기는 데 첫 다저스 선수가 되었다.  에르난데스는 154개의 경기에서 .272 타율, 경력 사상 33개의 홈런과 99개의 타점과 함께 2024년 정규 시즌을 끝냈다.  그는 다저스가 샌디에이고 파드리스에게 패한 경기인 내셔널 리그 디비전 시리즈의 3번째 경기에서 그랜드슬램을 쳤다.  그러고나서 그는 다저스가 시리즈를 우승하는 도움을 주는 데 5번째 경기에서 또다른 홈런을 쳤다.  전체로 그는 7개의 타점과 함께 시리즈에서 18개의 타수에서 6개의 안타를 가졌다.  그는 뉴욕 메츠를 상대로 내셔널 리그 챔피언십 시리즈에서 어려움을 겪어 단 하나의 타점과 함께 22개의 타수에서 2개 만의 안타를 기록하였다.
뉴욕 양키스를 상대로 2024년 월드 시리즈에서 다저스가 시리즈를 우승한 것으로서 결정된 5번째 경기의 5번째 이닝에서 5연승 랠리의 일부로서 게릿 콜에 경기 동점을 매긴 2개의 2루타를 포함하여 5개의 경기에서 에르난데스는 하나의 홈런과 4개의 타점과 함께 계속해서 .350 점을 타격할 것이었다.
2025년 1월 3일 에르난데스는 다저스와 남아있는 데 3년, 6천 6백만 달러의 계약을 맺었다.
2025년 메이저 리그 베이스볼 도쿄 시리즈의 일부로서 3월 18일 도쿄에서 시카고 컵스를 상대로 우익수로서 에르난데스는 다저스와 자신의 두번째 해를 시작하였다.  경기에서 에르난데스는 도쿄 시리즈의 첫 경기에서 컵스에 다저스의 4 대 1의 우승에 타점 1루타와 함께 4 타수 1 안타로 갔다.  4월 27일에르난데스는 피츠버그 파이리츠를 상대로 베일리 폴터에 5번째 이닝의 말기에서 자신의 200번째 경력 홈런을 쳤다.

## 국제 경력
에르난데스는 몇몇의 국제 토너먼트에서 도미니카 공화국을 위하여 활약하였다.  2015년 정규 시즌 후에 에르난데스는 2015년 WBSC 프리미어 12 대회에 나가 15개의 타수에서 하나의 홈런과 하나의 2루타를 포함하여 5개의 안타를 얻었다.  2023년 월드 베이스볼 클래식에서 도미니카 공확구을 위하여 활약한 그는 2개의 볼넷과 함께 4개의 경기들에 5 타수 0 안타를 기록하였다.

## 개인 생활
에르난데스와 그의 부인 제니퍼는 3명의 아들을 두었다.
에르난데스는 그의 동료 선수들이 홈런을 친 후에 그들에게 해바라기 씨앗을 정규적으로 던지기 때문에 "Mr. Seeds"라는 별명이 붙었다.  그는 블루제이스와 함께 2017년에 자신이 이 축하를 시작했던 것으로 "우리는 씨앗을 많이 가지고 있었다.  그래서 난 던지고, 또 던지고 또 던지기 시작했다"고 2024년에 말했다.

## 통산 성적
| 연 도          | 소 속          | 나 이          | 출 장 | 타 석 | 타 수 | 득 점 | 안 타 | 2 루 타 | 3 루 타 | 홈 런 | 타 점 | 볼 넷 | 삼 진 | 도 루 | 도 실 | 타 율 | 출 루 율 | 장 타 율 | O P S | 루 타 | 몸 맞 | 희 번 | 희 플 | 고 4 | 병 살 타 |
| -------------- | -------------- | -------------- | ----- | ----- | ----- | ----- | ----- | ------- | ------- | ----- | ----- | ----- | ----- | ----- | ----- | ----- | -------- | -------- | ----- | ----- | ----- | ----- | ----- | ---- | -------- |
| 2016           | HOU            | 23             | 41    | 112   | 100   | 15    | 23    | 7       | 0       | 4     | 11    | 11    | 28    | 0     | 2     | .230  | .304     | .420     | .724  | 42    | 0     | 0     | 1     | 1    | 5        |
| 2017           | HOU/TOR        | 24             | 27    | 95    | 88    | 16    | 23    | 6       | 0       | 8     | 20    | 6     | 36    | 0     | 1     | .261  | .305     | .602     | .908  | 53    | 0     | 0     | 1     | 0    | 0        |
| 2018           | TOR            | 25             | 134   | 523   | 476   | 67    | 114   | 29      | 7       | 22    | 57    | 41    | 163   | 5     | 5     | .239  | .302     | .468     | .771  | 223   | 3     | 0     | 3     | 0    | 14       |
| 2019           | TOR            | 26             | 125   | 464   | 417   | 58    | 96    | 19      | 2       | 26    | 65    | 45    | 153   | 6     | 3     | .230  | .306     | .472     | .778  | 197   | 1     | 0     | 1     | 1    | 8        |
| MLB 통산 : 4년 | MLB 통산 : 4년 | MLB 통산 : 4년 | 327   | 1194  | 1081  | 156   | 256   | 61      | 9       | 60    | 153   | 103   | 380   | 11    | 11    | .237  | .304     | .476     | .780  | 515   | 4     | 0     | 6     | 2    | 27       |

※ 2019년 시즌 종료 기준